# Тім Волз
Тімоті Джеймс Волз (англ. Timothy James Walz; нар. 6 квітня 1964) — американський політик, колишній шкільний вчитель і відставний сержант армії США, який з 2019 року обіймає посаду 41-го губернатора Міннесоти. Висунутий Демократичною партією на посаду віцепрезидента на президентських виборах 2024 року.
З 2007 до 2019 рік був членом Палати представників Конгресу США, 2017—2019 — провідний член Комітету у справах ветеранів Палати представників Конгресу США.

## Біографія
Волз народився у Вест-Пойнті в штаті Небраска в родині адміністратора державної школи та громадського активіста.
У 1989 році закінчив коледж, отримавши ступінь бакалавра у галузі суспільних наук у Державному коледжі Чадрон у штаті Небраска.
У 1989—1990 роках Волз викладав у середній школі в Китаї в складі першої групи американських освітян, які викладали в цій країні за програмою Гарвардського університету.
Повернувшись з Китаю, Волз почав викладати в середній школі в Небрасці. Працював вчителем географії та тренував шкільну команду з американського футболу.
У 2006 році виграв вибори до Палати представників США у 1-му окрузі Міннесоти, перемігши чинного конгресмена-республіканця Ґілберта Ґуткнехта. Був членом Палати представників 12 років; із 2017 до 2019 рік обіймав позицію провідного члена (ranking member) комітету у справах ветеранів. Волз зробив покращення догляду за ветеранами своїм пріоритетом. Він також є одним з дев'яти членів Палати представників, які входять до складу виконавчої комісії Конгресу з питань Китаю.
За свою роботу в Конгресі депутат Волз був відзначений нагородами від AMVETS, Національної асоціації окружних служб для ветеранів, Національної асоціації офіцерів окружних служб у справах ветеранів, Американського товариства боротьби з раком, Національної асоціації організацій розвитку, Національної асоціації організацій розвитку, Національного союзу фермерів та фундації Метью Шепарда.
6 листопада 2018 року обраний губернатором Міннесоти, перемігши кандидата від Республіканської партії, комісара округу Ганнепін Джеффа Джонсона. У 2022 році переобраний на виборах губернатора Міннесоти, перемігши кандидата від Республіканської партії Скотта Дженсена.
Під час свого другого терміну на позиції губернатора, заручившись більшістю у Сенаті та Палаті представників Міннесоти, Волз запропонував та підписав широкий спектр законів, включаючи податкові зміни, безкоштовне шкільне харчування, зміцнення інфраструктури штату, перевірку даних про власників зброї, кодифікацію права на аборт і безкоштовне навчання в коледжах для малозабезпечених сімей. У 2023 році очолив Асоціацію губернаторів-демократів.
У серпні 2024 року віцепрезидентка США Камала Гарріс, кандидат на пост президента від Демократичної партії на виборах 2024 року, обрала Волза як свого кандидата на посаду віцепрезидента.
Тім Волз одружений з освітянкою Ґвен Волз (Віппл). Вони познайомились, коли Волз викладав у школі в Небрасці. Одружившись у 1994 році, Тім і Ґвен Волз повернулися до рідної для Ґвен південної Міннесоти, де обоє почали викладати та тренувати у Західній середній школі Манкейто.
Тім і Ґвен живуть у Манкейто з двома маленькими дітьми, Гоуп і Ґасом.